# Spowiedź dziecięcia wieku

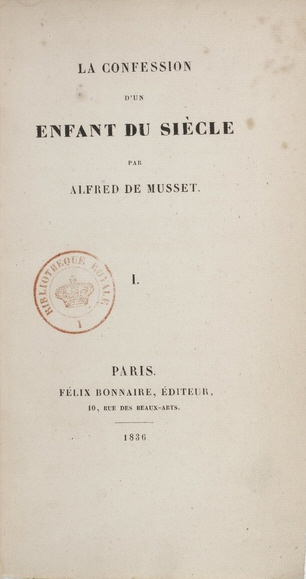
Spowiedź dziecięcia wieku, wydanie oryginalne

Spowiedź dziecięcia wieku (Confession d’un enfant du siècle) – francuska powieść romantyczna z 1836 autorstwa Alfreda de Musseta, będąca swoistą kontynuacją preromantycznych powieści autobiograficznych w rodzaju Adolfa czy Obermanna.

## Bohater powieści
Główny bohater powieści, Oktaw, to człowiek nieprzystosowany, dręczony wewnętrznym niepokojem, który niszczy szczęście swoje i swojej ukochanej ciągłymi podejrzeniami i niezadowoleniem.

## Kontekst biograficzny
Opowieść głównego bohatera Spowiedzi dziecięcia wieku przypomina dzieje miłości Musseta i George Sand, którzy nie byli dobraną parą. Sand rozpierał temperament polityczny: śledziła ruchy demokratyczne w całej Europie i żyła wyczekiwaniem potężnej społecznej rewolucji. Jej wybrańca natomiast, wielka polityka w ogóle nie interesowała. Wolał zagłębiać się w niuanse miłości. Moja szklanka nie jest duża, ale piję z własnej szklanki – mawiał do tych przyjaciół, którzy zarzucali mu zamianę wielkiego tematu historycznego na drobne kwestie miłosne. Niestety, te jego zainteresowania nie znalazły zrozumienia ani u George Sand, ani u krytyków. Pisarka doprowadziła do rozpadu ich związku. Dla Musseta był to cios, z którego nie podniósł się już do końca życia. Ze swym bólem usiłował się uporać, pisząc powieść Spowiedź dziecięcia wieku, na kartach której na przemian wynosi swoją kochankę na piedestał lub obrzuca błotem.

## Choroba wieku
Dziejom miłości romantycznej w swej Spowiedzi dziecięcia wieku Musset nadał w obszernym wstępie charakter szerszy, czyniąc z niej symbol stanu ducha młodej generacji z lat trzydziestych XIX wieku. Generację tę dręczy nowa forma choroby wieku, zrodzona z poczucia pustki, jaka wytworzyła się po wspaniałej epoce napoleońskiej.
Marzenia o wielkości, które tak łatwo realizowały się w zwycięskich bitwach, w okresie ponapoleońskim stały się bezprzedmiotowe. Rodzi się więc zniechęcenie, rozgoryczenie i poczucie niedosytu.

## Typ powieści
Spowiedź dziecięcia wieku to powieść romantyczna w formie tytułowej „spowiedzi” dziecięcia wieku, dręczonego chorobą wieku, w której opowieść głównego bohatera kryje w sobie m.in. miłosne rozliczenia z przeszłością samego autora. W tych miłosnych rozliczeniach udało się jednak Mussetowi zachować unikatowe połączenie fantazji, ironicznego żartu i melancholii. Nuta szczerego liryzmu oraz umiejętność tworzenia nastroju – od wiejskiej idylli do ekstatycznej miłości i od melancholii do patetycznego buntu i rozpaczy – nadają powieści Musetta specyficzny, niepowtarzalny i jemu tylko właściwy urok.